# Hexanchorus browni
Hexanchorus browni là một loài bọ cánh cứng trong họ Elmidae. Loài này được Spangler & Santiago-Fragoso miêu tả khoa học năm 1992.